# Polly Horvath
Polly Horvath (* 30. Januar 1957 in Kalamazoo, Michigan) ist eine kanadische Schriftstellerin, die Kinder- und Jugendbücher verfasst und aus den Vereinigten Staaten stammt.
Ihre Kinder- und Jugendbücher wurden mehrfach mit Literaturpreisen ausgezeichnet. So gewann ihr Buch Everything on a Waffle 2002 den Sheila A. Egoff Children’s Literature Prize, The Canning Season 2003 den National Book Award, 2005 für dessen italienische Übersetzung La stagione delle conserve den Premio Andersen, und 2010 erhielt Horvath den kanadischen Vicky Metcalf Award.

## Leben
Polly Horvath wurde in Kalamazoo, Michigan, geboren, wo sie auch aufwuchs. Ihre Mutter Betty Ferguson verfasste Bilderbücher, ihr Vater John Horvath arbeitete bis in seine Vierzigerjahre für die CIA und heiratete dann Polly Horvaths Mutter. Im Alter von acht Jahren begann Polly Horvath mit dem Schreiben von Geschichten. Während ihrer Teenager-Zeit besuchte sie ein Ballett-Sommer-Camp in Elliot Lake, Ontario, das ihren eigenen Worten zufolge ihr ganze Leben veränderte und sie buchstäblich nach Kanada zog. Sie besuchte das Canadian College of Dance in Toronto, wo sie auch an der Royal Academy of Dance studierte und dort als R.A.D. Lehrer abschloss sowie zunächst als Ballettlehrerin arbeitete. Mit 23 schickte sie das Manuskript ihres ersten Buches, An Occasional Cow, erstmals an einen Verlag. Erst sechs Jahre später wurde es veröffentlicht. Sie lebte in New York und Montreal, bevor sie in den Süden von Vancouver Island in British Columbia nach Metchosin übersiedelte, wo sie seit 1991 lebt.
Horvaths Jugendroman Everything on a Waffle, der neben dem Sheila A. Egoff Children’s Literature Prize auch die Newbery Medal gewinnen konnte, soll ihr – eigenen Worten zufolge – beim Schreiben nicht viel Freude gemacht haben. Den meisten Spaß hätte sie gehabt, als sie auf der letzten Seite angekommen war. Die Geschichte der elfjährigen Primrose berichtete im Rückblick über die Erfahrungen eines verwaisten Mädchens in einem kleinen Fischerdorf in British Columbia mit Hinblick auf die menschliche Natur, nachdem es seine Eltern auf See verloren hatte.
Ihre Bücher wurde in acht Sprachen übersetzt, unter anderem ins Dänische, Deutsche, Französische, Italienische und Japanische.
Polly Horvath ist mit dem Informatiklehrer an der University of Victoria, Journalisten und Buchautor Arnie Keller verheiratet. Das Paar hat zwei Töchter.

## Rezeption
Literaturwissenschaftler merkten kritisch an, dass auch ihre Werke zum Teil zu jener fast überkommenen Form von Kinder- und Jugendbüchern gehören, in denen Onkel und Tanten die Elternrollen bei Waisen übernehmen würden, wie beispielsweise in No More Cornflakes (1990), Everything on a Waffle (2001), Vacation (2005) und The Corps of the Bare-Boned Plane (2007).
Bei anderen Annäherungsformen wird betont, dass Horvath – als sie einst während ihrer Kinderzeit auf dem Küchenboden mit Küchenutensilien die Charaktere ihrer Geschichten nachgestellt habe – gewissermaßen den Stellenwert des Kochens und Backens in ihren Büchern vorbestimmt habe. So findet die bereits erwähnte Primrose Trost und Angelpunkt im örtlichen Restaurant The Girl on the Red Swing, wo alles Mögliche – wie der Buchtitel Everything on a Waffle vorgibt – auf einer Waffel serviert wird: selbst Fleisch, Lasagne, Kartoffeln und ebenso Waffeln. Mit der Hilfe der Mahlzeiten bewältigt sie in der Erinnerung an die Mahlzeiten mit ihren Eltern ihre Trauer, und dementsprechend fügte die Schriftstellerin selbst am Ende eines jeden Kapitels ein Rezept an. Auch wenn sich die Geschichten und lebendigen Charaktere in ihren Büchern nicht immer so entwickeln würden, wie es dem allgemeinen Publikumsgeschmack entsprechen würde, besitzen ihre Figuren Integrität, die Dialoge Geist mit allgemeinem Wortwitz.
Der Rezensent Michael Schmitt der Süddeutschen Zeitung empfand bei Der Blaubeersommer zwar, dass sich die Geschichte zu Anfang zu langsam entwickeln, schließlich aber doch überzeugend vorgetragen würde, womit die grundlegende Geschichte allen Episoden eine durchaus raffinierte Essenz gäbe. Somit könne man über das etwas Zuviel an Lebenshilfe hinwegsehen, da am Ende die erfreuliche Moral steht, dass nach einem beschwerlichen Kindheit durchaus ein langes und gutes Leben folgen kann.
Gerda Wurzenberger befand in der Neuen Zürcher Zeitung zu Die Trolle, dass Horvath einen derart amüsant absonderlichen Familienclan durch die Erzählungen ihrer Figur Tante Sally auferstehen lasse, dass man gar nicht wissen wolle, ob er erfunden oder real sei. Der für Die Welt schreibende Guido Graf skizzierte ausführlich und begeistert Große Ferien als ein zuweilen „schnoddrig“ erzähltes Roadmovie.
Die Besprechung Sylvia Schwabs im deutschlandradio kultur zu Unser Haus am Meer war ebenfalls recht positiv: „Polly Horvath hat eine fröhliche, verrückte, liebenswürdige Sommergeschichte voller witziger Szenen, merkwürdiger Ereignisse, seltsamer Charaktere und wunderbarer Sommerstunden am Strand geschrieben. Doch die Idylle ist kein Bullerbü, sie hat Brüche. (…) Aber Polly Horvath hält die Balance zwischen Lustigem und Traurigem, Fröhlichkeit und Ernst. Die gibt dem Buch etwas Schwebendes, Leichtes – es wirkt wie ein heller Sommertag nach einem Gewitter“. Christine Lötscher vom Schweizer Tages-Anzeiger sah dies etwas differenzierter: Horvath sehe „Kindheit weniger als Übergangsphase denn als ständige Grenzerfahrung [an]. Während die Eltern den Kindern beizubringen versuchen, dass sie erstens arbeiten, zweitens am Wochenende ausschlafen und drittens ihre Ruhe haben müssen, bewegen sich die jungen Protagonisten mit offenen Augen und Herzen durch den ständigen Ausnahmezustand, als der das Leben ihnen entgegenkommt (…) Polly Horvaths unerreicht schräge Fantasie und ihr dunkel-makabrer Humor machen ihre Bücher unverwechselbar. Denn unter all der Lebensfreude und der Lust am Nonsens schwingt eine tiefe Melancholie mit, die aus dem Wissen um die Zerbrechlichkeit des Lebens kommt, das die Figuren nicht verdrängen, sondern dem sie mit einer geradezu grotesken Hingabe an die Gegenwart tapfer entgegentreten.“

## Werk
- An Occasional Cow. Farrar, Straus and Giroux, New York 1989, ISBN 0-374-35559-2.
- No More Cornflakes. Farrar, Straus and Giroux, New York 1990, ISBN 0-374-35530-4.
- The Happy Yellow Car. Farrar, Straus and Giroux, New York 1994, ISBN 978-0-374-32845-0
- So ein Zirkus mit den Halibuts! Aare Verlag, Aarau/Frankfurt am Main/Salzburg 1998, ISBN 3-7260-0507-2 (englisch: When the Circus Came to Town. New York 1996. Übersetzt von Gerda Bean).
- Die Trolle. Rowohlt, Reinbek bei Hamburg 2002, ISBN 3-499-21129-7 (englisch: The Trolls. New York 1999. Übersetzt von Brigitte Jakobeit).
- Ein langer Sommer voller Wunder. Beltz und Gelberg, Weinheim/Basel 2005, ISBN 3-407-79900-4 (englisch: Everything on a Waffle. New York 2001. Übersetzt von Heike Brandt).
- Der Blaubeersommer. Bloomsbury Kinderbücher und Jugendbücher, Berlin 2005, ISBN 3-8270-5246-7 (englisch: The Canning Season. New York 2001. Übersetzt von Christiane Buchner).
- Familie Peppin kann sich kaum retten. Bloomsbury Kinder- & Jugendbücher, Berlin 2009, ISBN 978-3-8270-5076-2 (englisch: The Pepins and their Problems. New York 2004. Übersetzt von Christiane Buchner).
- Große Ferien. Bloomsbury Kinder- & Jugendbücher, Berlin 2007, ISBN 978-3-8270-5163-9 (englisch: The Vacation. New York 2005. Übersetzt von Christiane Buchner).
- Wie wir das Universum reparierten. Bloomoon, München 2014, ISBN 978-3-8458-0199-5 (englisch: The Corps of the Bare-Boned Plane. New York 2007. Übersetzt von Katrin Behringer).[17]
- Unser Haus am Meer. Bloomsbury Kinder- & Jugendbücher, Berlin 2010, ISBN 978-3-8270-5381-7 (englisch: My One Hundred Adventures. New York 2008. Übersetzt von Christiane Buchner).
- M is for Mountie. An RCMP Alphabet. Sleeping Bear Press, Chelsea 2008, ISBN 978-1-58536-267-7.
- Northward to the Moon. Schwartz & Wade, New York 2010, ISBN 978-0-375-86110-9.
- Herr und Frau Hase - Die Superdetektive. Aladin, Hamburg 2013, ISBN 978-3-8489-2019-8 (englisch: Mr. and Mrs. Bunny - Detectives Extraordinaire. New York 2012. Übersetzt von Christiane Buchner).
- Super reich. Verlag Freies Geistesleben, Stuttgart 2020, ISBN 978-3-7725-2894-1 (englisch: Very rich. New York 2018. Übersetzt von Anne Brauner).

## Adaption
Hörbuch
- Der Blaubeersommer. Erzähler: Friedhelm Ptok. 4 CDs. Igel-Records, Dortmund 2006, ISBN 978-3-89353-142-4.
- Ein langer Sommer voller Wunder. Erzählerin: Ina Gercke. Rezepte im Booklet. 3 CDs, Igel-Records, Dortmund 2007, ISBN 978-3-89353-184-4.
- Unser Haus am Meer. Gelesen von Ulrike C. Tscharre. 4 CDs. Igel-Records, Dortmund 2011, ISBN 978-3-89353-352-7